# Alfred d'Orsay
Alfred Grimod d'Orsay, også kendte som comte d'Orsay (greve af Orsay) (Alfred Guillaume Gabriel; født 4. september 1801, død 4. august 1852) var en fransk amatørkunstner, dandy, og modefænomen i begyndelsen til midten af 1800-tallet.